# Baranne, Radîvîliv
Baranne (în ucraineană Баранне) este un sat în comuna Krupeț din raionul Radîvîliv, regiunea Rivne, Ucraina.

## Demografie
Componența lingvistică a localității Baranne
     Ucraineană (99,48%)
     Alte limbi (0,52%)
Conform recensământului din 2001, majoritatea populației localității Baranne era vorbitoare de ucraineană (99,48%), existând în minoritate și vorbitori de alte limbi.